# OHA☆YOU
「OHA☆YOU」（オハ☆ヨウ）は、GReeeeNによる楽曲である。2015年2月18日に、ZEN MUSICより、配信限定でリリースされた。
新曲3週連続リリースの第1弾としてリリースされた。

## 解説
- 2015年2月18日 - 3月4日の新曲3週連続配信リリースの第1弾としてリリースされた[1]。
- GReeeeNの配信曲は、『風』以来となる。

## タイアップ
- TBS系「あさチャン!」テーマソング